# Publio Valerio Publicola (console 352 a.C.)
Publio Valerio Publicola (fl. IV secolo a.C.) è stato un politico romano.

## Biografia
Fu eletto console nel 352 a.C. insieme al collega Gaio Marcio Rutilo. I due consoli promossero una verifica dei debiti, che non comportò gravi lamentele da parte degli interessati. Durante la pretura Publicola comandò le truppe di riserva nella guerra contro i Galli.
Nel 344 a.C., a seguito di un evento prodigioso, fu nominato dittatore, allo scopo di stabilire un calendario di cerimonie religiose.
Nel 332 a.C. fu scelto come magister equitum dal dittatore Marco Papirio Crasso.